# ماتریس وارون‌پذیر
در جبر خطی یک ماتریس مربعی {\displaystyle n\times n}  مانند A را وارون پذیر یا ناتکین (به انگلیسی: Invertible Matrix) گویند، اگر ماتریسی مانند B یافت شود که:
{\displaystyle \mathbf {AB} =\mathbf {BA} =\mathbf {I} _{n}\ }
که In ماتریس همانی n×n است و منظور از AB ضرب ماتریسی است. اگر چنین باشد آنگاه می‌توان ماتریس B را یگانه وارون A خواند. وارون A با A−1 نمایش داده می‌شود. بنا بر نظریهٔ ماتریس‌ها اگر:
{\displaystyle \mathbf {AB} =\mathbf {I} \ }
و اگر B و A ماتریس‌های مربعی باشند، آنگاه:
{\displaystyle \mathbf {BA} =\mathbf {I} \ }
ماتریس‌های غیر مربعی وارون ندارند.

## روش‌های محاسبه ماتریس وارون

### روش تحلیلی
نوشتن ترانهادهٔ کهاد یک ماتریس (که ماتریس الحاقی نامیده می‌شود) روشی مؤثر برای محاسبه معکوس ماتریس‌های کوچک است، اما برای ماتریس‌های بزرگ کاری دشوار است. برای این کار، ماتریسی از کهادهای ماتریس اصلی مورد استفاده قرار می‌گیرد:
{\displaystyle \mathbf {A} ^{-1}={1 \over {\begin{vmatrix}\mathbf {A} \end{vmatrix}}}\mathbf {C} ^{\mathrm {T} }={1 \over {\begin{vmatrix}\mathbf {A} \end{vmatrix}}}{\begin{pmatrix}\mathbf {C} _{11}&\mathbf {C} _{21}&\cdots &\mathbf {C} _{n1}\\\mathbf {C} _{12}&\mathbf {C} _{22}&\cdots &\mathbf {C} _{n2}\\\vdots &\vdots &\ddots &\vdots \\\mathbf {C} _{1n}&\mathbf {C} _{2n}&\cdots &\mathbf {C} _{nn}\\\end{pmatrix}}}
در نتیجه
{\displaystyle \left(\mathbf {A} ^{-1}\right)_{ij}={1 \over {\begin{vmatrix}\mathbf {A} \end{vmatrix}}}\left(\mathbf {C} ^{\mathrm {T} }\right)_{ij}={1 \over {\begin{vmatrix}\mathbf {A} \end{vmatrix}}}\left(\mathbf {C} _{ji}\right)}
که در آن |A| دترمینان C, A ماتریس کوفکتور (همسازه) و CT نشان دهندهٔ ترانهاده ماتریس همسازه (ماتریس الحاقی) است.

#### وارون ماتریس ۲×۲
استفاده از فرمول کهاد که در بالا معرفی شد برای ماتریس ۲×۲ چنین نتیجه می‌دهد:
{\displaystyle \mathbf {A} ^{-1}={\begin{bmatrix}a&b\\c&d\\\end{bmatrix}}^{-1}={\frac {1}{\det(\mathbf {A} )}}{\begin{bmatrix}\,\,\,d&\!\!-b\\-c&\,a\\\end{bmatrix}}={\frac {1}{ad-bc}}{\begin{bmatrix}\,\,\,d&\!\!-b\\-c&\,a\\\end{bmatrix}}.}
روش کیلی-همیلتون می‌دهد:
{\displaystyle \mathbf {A} ^{-1}={\frac {1}{\det(\mathbf {A} )}}\left[\mathrm {(} {tr}\mathbf {A} ){I}-\mathbf {A} \right].}

#### وارون ماتریس ۳×۳
وارون یک ماتریس ۳×۳ بدین صورت محاسبه می‌شود:
{\displaystyle \mathbf {A} ^{-1}={\begin{bmatrix}a&b&c\\d&e&f\\g&h&i\\\end{bmatrix}}^{-1}={\frac {1}{\det(\mathbf {A} )}}{\begin{bmatrix}\,A&\,B&\,C\\\,D&\,E&\,F\\\,G&\,H&\,I\\\end{bmatrix}}^{T}={\frac {1}{\det(\mathbf {A} )}}{\begin{bmatrix}\,A&\,D&\,G\\\,B&\,E&\,H\\\,C&\,F&\,I\\\end{bmatrix}}}
که در آن دترمینان A چنین بدست می‌آید:
{\displaystyle \det(\mathbf {A} )=a(ei-fh)-b(id-fg)+c(dh-eg).}
اگر دترمینان غیر صفر باشد، ماتریس وارون‌پذیر است. عناصر ماتریس سمت راست بالا از این قرار هستند:
{\displaystyle {\begin{matrix}A=(ei-fh)&D=-(bi-ch)&G=(bf-ce)\\B=-(di-fg)&E=(ai-cg)&H=-(af-cd)\\C=(dh-eg)&F=-(ah-bg)&I=(ae-bd)\\\end{matrix}}}
روش کیلی-همیلتون می‌دهد:
{\displaystyle \mathbf {A} ^{-1}={\frac {1}{\det(\mathbf {A} )}}\left[{\frac {1}{2}}\left((\mathrm {tr} \mathbf {A} )^{2}-\mathrm {tr} \mathbf {A} ^{2}\right)I-\mathbf {A} \mathrm {tr} \mathbf {A} +\mathbf {A} ^{2}\right].}